# Лепесівка (станція)
Лепесівка (до 1917 року Ямпіль) — проміжна залізнична станція 5-го класу Козятинської дирекції Південно-Західної залізниці на лінії Шепетівка — Тернопіль між станціями Суховоля (відстань 14,3 км) та Ланівці (відстань 14 км). Розташована у смт Ямпіль Шепетівського району Хмельницької області.
Станція є передатною: наступна станція Ланівці підпорядкована Львівській залізниці.

## Історія
Станція відкрита 1915 року під час будівництва залізниці Шепетівка — Ланівці. Сучасна назва — з 1917 року.

## Пасажирське сполучення
На станції зупиняються приміські поїзди Шепетівка — Ланівці.